# ناپلئون آندریاسیان

ناپلئون واسیلی آندریاسیان (ارمنی: Նապոլեոն Վասիլի Անդրիասյան؛  زادهٔ ۲۲ ژانویهٔ ۱۸۹۷ - درگذشته ۱۲ نوامبر ۱۹۷۳) فعال سیاسی اهل ارمنستان بود.

## زندگی‌نامه
وی در (۱۰) ۲۲ ژانویهٔ ۱۸۹۷ در بولنیس-خاچن به دنیا آمد و از مدرسه نرسیسیان فارغ‌التحصیل گشت. همچنین برندهٔ جوایزی همچون نشان پرچم سرخ کار شده‌است. وی در ۱۲ نوامبر ۱۹۷۳ در سن ۷۶ سالگی در مسکو درگذشت.